# Carinaria cithara
Carinaria cithara is een slakkensoort uit de familie van de Carinariidae. De wetenschappelijke naam van de soort is voor het eerst geldig gepubliceerd in 1835 door Benson.